# Idaea ostrinaria
Idaea ostrinaria är en fjärilsart som beskrevs av Jacob Hübner 1808/14. Idaea ostrinaria ingår i släktet Idaea och familjen mätare. Inga underarter finns listade i Catalogue of Life.